# Garreth Carvell

a Compétitions nationales et continentales officielles uniquement.

b Matchs officiels uniquement.
Garreth Carvell, né le 21 avril 1980 à Leeds, est un joueur de rugby à XIII anglais et gallois évoluant au poste de pilier dans les années 1990 et 2000. Il a été sélectionné en sélection galloise avec qui il a disputé la coupe du monde 2000 et en sélection britannique, enfin il a également été appelé en sélection anglaise pour disputer le Tournoi des Quatre Nations 2009. En club, il a commencé sa carrière au Leeds Rhinos avant de la poursuivre aux Gateshead Thunder, Hull FC et Warrington Wolves.